# 보톡스 (만화)
《보톡스》는 대한민국의 순정만화의 대표인 황미나 작가의 웹툰으로 2009년 4월 1일부터 2011년 3월 22일까지 연재한 만화이다. 40대 미혼녀가 우연히 20대 청년과 엮이게 되면서 벌어지는 이야기를 담고 있으며, 등장인물의 감정선을 훌륭하게 잡았다는 평가를 받은 작품이다.

## 줄거리
42살의 한때 유명했던 작가, 이영숙. 그녀는 미혼으로 두 조카들에게 얹혀 살면서 현재는 인터넷 소설이나 올리는 형편이다. 어느 날, 20대에 맞는 소설을 쓰기위해 온라인 게임을 하게 되고, 그곳에서 21살 청년에게 자신을 20살이라고 속인다. 
건이라는 그 청년은 은영을 진짜 20대라고 생각하고 그녀를 만나지만, 실제로 40대라는 것을 알고 속았다는 사실에 분개한다. 그래서 그녀에게 복수를 하겠다는 취지로 그녀 주위에 항상 나타나지만 어느새 그녀에게 빠져들게 된다. 
동시에 건이의 형 혁이는 오래전부터 영숙과 알던 사이로 집안의 반대로 그녀와 결혼하지 못하지만 그녀를 오랫동안 좋아하였다. 그러다 형제가 모든 걸 알게 되고, 영숙 또한 자신의 현실에 묶여 그들을 멀리한다.

## 등장인물
- 이영숙: 42살 미혼녀이자 소설가. 과거엔 유명했으나 지금은 그저그런 인터넷 소설만 올리고 있는 비인기 소설가이다. 40대지만 항상 스스로를 20대라 생각하면서 살아간다. 그러나 현실은 그녀를 20대가 아닌 40대로 보기 때문에 그녀는 현실과 상상의 차이로 항상 괴로워한다. 조카 강은수, 강은영과 한 집에 살고 있다.

- 건이: 21살 청년으로 공부에는 관심없는 집안의 골칫덩어리다. 게임을 통해 만난 영숙에게 점점 빠져들고 비록 40대와 20대의 현실에 좌절하는 듯 하나, 20대 특유의 패기로 그녀에게 계속 구애를 보낸다.

- 혁이: 32살로 우수한 경찰이며 집에서는 동생 건이와는 비교되는 훌륭한 장남이다. 그리고 10년 전부터 영숙을 짝사랑하고 있는 순애보로, 과거 그녀와의 결혼을 원했지만 나이차이로 인한 집안의 반대때문에 포기하게 된다.

그러다 우연히 다시 만난 그녀를 보고 그녀를 잊지 못할 것을 느끼고 그녀와 결혼하려 하는 인물이다.
- 강은수: 영숙의 조카인 은수는 집안의 든든한 버팀목으로 전형적인 바른 생활 사나이이다. 피아노를 매우 잘 치며, 어떤 오해로 헤어진 한 여자를 잊지 못하고 계속 그리워하고 있다.

- 강은영: 영숙의 조카이자 은수의 여동생으로 털털한 성격과 보이시한 외모, 탁월한 춤실력을 자랑한다. 오빠인 은수와는 다르게 자유분방하고 개방적으로 같이 춤을 추는 남자와 결혼을 하게 된다.

## 영화
영화 〈보톡스〉는 영화화 초기 단계에 있으며 작가인 황미나가 감독을 맡는다.
현재 캐스팅은 물색 중에 있으며, 정확한 개봉일은 공개되지 않은 상태이다.